# 庫德斯坦尖條鰍
庫德斯坦尖條鰍（學名：Oxynoemacheilus kurdistanicus），為輻鰭魚綱鯉形目條鰍科尖條鰍屬的其中一種。分布於亞洲伊朗庫德斯坦喬曼河流域，體長可達6.9公分，棲息在河川底層水域，生活習性不明。

## 扩展阅读
維基物種上的相關：庫德斯坦尖條鰍